# Fissidens dumbeanus
Fissidens dumbeanus är en bladmossart som beskrevs av Thériot 1910. Fissidens dumbeanus ingår i släktet fickmossor, och familjen Fissidentaceae. Inga underarter finns listade i Catalogue of Life.